# Grammaire du malais-indonésien
Bien que cet article traite de la grammaire du malais-indonésien, il décrit plutôt celle de l'indonésien.
En effet, les affixes par exemple ne sont pas toujours utilisés de la même façon. Ainsi, sur la base verbale cari, "chercher", l'indonésien utilise le circonfixe pen- ... -an pour former pencarian, "action de rechercher", alors que pour donner le même sens le malaisien forme carian, avec simplement le suffixe -an, alors qu'en indonésien, ce suffixe seul a le sens de "résultat de l'action", en l'occurrence "chose que l'on a cherchée".

## Phonologie

### Consonnes
Le système des consonnes de l'indonésien est résumé dans le tableau ci-dessous :
|               |               | Bilabiale | Labio-dentale | Dentale / alvéolaire | Palatale | Vélaire | Glottale |
| ------------- | ------------- | --------- | ------------- | -------------------- | -------- | ------- | -------- |
| Occlusives    | Sourde        | p         |               | t                    |          | k       | - [ʔ]    |
| Occlusives    | Voisée        | b         |               | d                    |          | g       |          |
| Affriquées    | Sourde        |           |               |                      | c [tʃ]   |         |          |
| Affriquées    | Voisée        |           |               |                      | j [dʒ]   |         |          |
| Fricatives    | Sourde        |           | f             | s                    | sy [ʃ]   | kh [x]  | h        |
| Fricatives    | Voisée        |           | v             | z                    |          |         |          |
| Nasales       | Nasales       | m         |               | n                    | ny [nj]  | ng [ŋ]  |          |
| Latérales     | Latérales     |           |               | l                    |          |         |          |
| Roulées       | Roulées       |           |               | r                    |          |         |          |
| Semi-voyelles | Semi-voyelles | w         |               |                      | y [j]    |         |          |

La dentale s /s/ se prononce comme dans le mot tasse et n'est jamais voisée en /z/ : nasi = riz se prononce "nassi".
La dentale r /r/ se prononce roulé (bout de la langue sur le palais).
La palatale c /tʃ/ se prononce quelque part entre "tch" et "ti". De même, le /j/ se prononce quelque part entre "dj" et "di".
La vélaire ng /ŋ/ est un phonème difficile pour les francophones. Il se prononce comme le "ng" dans l'allemand singen ("chanter").
La glottale aspirée /h/ est toujours prononcée, au début comme à la fin d'un mot. Darah, "sang", se prononce avec un /h/ final marqué, qui le distingue de dara, "jeune fille".
Les consonnes finales, au lieu d'être relâchées comme en français, sont prononcées en gardant les articulations en place. Par exemple, minum ("boire") se prononce en gardant les lèvres fermées sur le /m/ finale. Le /k/ final se prononce donc en gardant la glotte bloquée en position fermée, ce qui le rend inaudible pour une oreille française.
Les consonnes fricatives suivantes sont des emprunts étrangers :
- Sourdes : labio-dentale /f/, palatale sy /ʃ/, vélaire kh /x/.
- Voisées : labio-dentale /v/ et dentale /z/.

Le /v/ est d'ailleurs prononcé comme un /f/. Les deux sont même parfois prononcés /p/. Le /z/ est parfois prononcé comme un j /ʒ/.

### Voyelles
Les voyelles de l'indonésien sont :
- /a/ prononcé comme en français,
- /ə/ muet, comme dans l'article français "le".
- /e/ écrit également "e" et prononcé en général comme un "è", parfois comme un "é" français,
- /i/
- /o/
- /u/ prononcé "ou".

### Diphtongues
Les diphtongues sont :
- /ai/, prononcé en principe "aille", mais plus souvent "eille" et parfois "ê" sous l'influence javanaise et jakartanaise.
- /au/, prononcé en principe "aou", mais plus souvent "ow" et parfois "ô" pour la même raison.
- /oi/, prononcé "auille", mais rare.

Toutefois, il convient de noter que ces suites 'ai', 'au' et 'oi' sont prononcées comme des voyelles distinctes, et non comme des diphtongues, dans deux cas : 
- lorsqu'elles sont dans un mot de deux syllabes (qui, dans le cas d'une hypothétique et impossible diphtongue, n'en aurait donc eu qu'une)

- lorsque la deuxième voyelle fait partie d'une syllabe fermée (c'est-à-dire qui se termine par une consonne).

Autrement dit, il est impossible d'avoir une diphtongue dans le cas où celle-ci constituerait la seule syllabe d'un mot ou bien le début d'une syllabe fermée. 
Il faut également distinguer la diphtongue /ai/ dans gulai (plat de viande en sauce) de la succession de voyelles "ai" dans gulai ("sucrer"), qui se prononce "gula-i" et est formé sur gula ("sucre") auquel on a ajouté le suffixe -i.

## Catégories
Le malais-indonésien possède des catégories qui ne correspondent pas toujours à celles du français.

### Verbes
Les verbes sont invariables. On distingue :
- Les verbes "statiques", ou "verbes d'état", qui correspondent aux adjectifs : baik "être bon", panas "être chaud" etc.
- Les verbes "dynamiques", ou "verbes d'action", qui peuvent être aussi bien transitifs qu'intransitifs.
- Les auxiliaires :
  - D'aspect : belum, sudah etc.
  - De mode : mau, suka etc.

Bien que le terme d’"adjectifs" soit souvent utilisé pour désigner les verbes d’état, ceux-ci ont un comportement grammatical similaire à celui des autres verbes (voir "Négation"), alors que dans la plupart des langues indo-européennes, la catégorie des adjectifs est proche de celle des noms. Cependant, comparables en cela aux verbes d'état malais-indonésiens, quelques verbes français permettent d'exprimer une qualité d'un sujet sans l'intermédiaire du verbe être : rougeoyer (= "être rouge", mais ≠ "rougir") ; souffrir employé intransitivement (= "être souffrant") ; verdoyer (= "être vert", mais ≠ "verdir").

### Noms
Les noms sont également invariables. Certains noms peuvent fonctionner comme un verbe : Hujan = "la pluie" ou "il pleut"

## Notion de «base»
En indonésien, une base est un mot dans sa forme la plus simple, susceptible de recevoir des affixes ou d'être redupliquée (voir la section "Morphologie").

## Syntaxe

### La phrase

#### La phrase simple
La phrase indonésienne simple a la structure suivante :
sujet + prédicat
Le prédicat peut être :
- Soit un nom (la copule "être" n'existant pas en indonésien) : Saya mahasiswa di UI : "Je suis étudiant à l'université d'Indonésie",

- Soit un verbe :
  - D'action : Saya makan nasi : "Je mange du riz" (l'indonésien est une langue SVO).
  - D'état : Rumah itu besar : "Cette maison est grande".

#### La thématisation
Le "thème" d'une phrase est ce dont on parle. Dans la phrase simple, il s'agit du sujet, qui se confond en général avec l'agent de l'action.
En malais-indonésien, on peut thématiser un autre élément de la phrase que l'agent : soit le patient de l'action, soit l'action.

##### Thématisation du patient
On thématise la patient en recourant au passif. Celui-ci a deux formes :
- Par recours au préfixe verbal di- (voir "Morphologie"), le patient devenant "sujet", c'est-à-dire qu'il est placé en tête de phrase :

Gedung ini akan dibongkar = (immeuble ceci [auxiliaire de mode de l'intention] être démoli] cet immeuble-ci, on va le démolir.
- En plaçant le patient en tête de phrase, suivi de l'auxiliaire (d'aspect ou de mode) éventuel et du verbe à la forme non préfixée :

Buku itu sudah saya baca = (livre cela [auxiliaire de l'accompli] je lire) Ce livre-là, je l'ai déjà lu

#### Traduction de lacopule«être»
Le champ d'utilisation de la copule "être" est beaucoup plus réduit en malais-indonésien qu'en français du fait que l'équivalent des adjectifs français sont en indonésien des verbes d'état. Il existe cependant deux verbes qui peuvent avoir le sens d'"être" :
- adalah pour donner une définition ;
- ada pour indiquer une localisation ou traduire le gallicisme "il y a" ;
- ou parfois jadi avec un sens plus proche de "devenir".

Exemples:
- TGV adalah kereta api cepat Prancis, mot à mot "le TGV est le train rapide de France", 
Traduction plus idiomatique "On appelle TGV le train rapide français" ;
- Semua program itu sudah ada di komputer saya, mot à mot "il y a déjà tous ces programmes dans mon ordinateur", 
Traduction plus idiomatique "j'ai déjà tous ces programmes dans mon ordinateur" ;
- Umur sembilan tahun sudah jadi system engineer (titre de journal), mot à mot "à l'âge de neuf ans il est déjà (devenu) ingénieur système)
Traduction plus idiomatique "ingénieur système à neuf ans"

### Négation
Le malais-indonésien possède deux formes de négation de base :
- tidak (et sa forme abrégée tak et
- bukan.

La différence fondamentale est que tidak constitue une négation "absolue", au sens où elle ne propose pas d'alternative, alors que bukan est une négation "relative", au sens où elle suggère une autre possibilité :
- Dia tidak makan babi : "Il ne mange pas de porc" (point final), mais :
- Dia bukan makan, tapi istirahat : "Il ne mange pas, il se repose".

- Dia tidak tolol : "Il n'est pas idiot" (point final), mais :
- Dia bukan tolol, tapi malas : "Il n'est pas idiot, mais paresseux".

On voit que la distinction tidak/bukan est liée à la question du thème ou focus. Si le focus est le verbe (d'action comme makan, ou d'état comme tolol), la négation sera bukan.
Par ailleurs, cette distinction explique que les substantifs ne puissent être précédés de tidak mais seulement de bukan :
- Dia bukan mahasiswa, dia guru yang muda sekali = « Ce n'est pas un étudiant, c'est un professeur qui est très jeune ».

En effet, du point de vue de la langue malaise, si on n'est pas une chose, on en est nécessairement une autre.
Il existe d'autres mots ayant un sens négatif, notamment :
- Belum, qu'on traduit par "pas encore", et qui est en réalité la négation de l'auxiliaire d'aspect de l'accompli sudah, qu'on traduit souvent par "déjà".
- Kurang, qu'on traduit par "pas assez".

Les négations correspondant aux mots français comme « personne », « rien », « nulle part », s'expriment par la négation (tidak ou bukan selon le cas), suivie de la forme redoublée de l'interrogatif correspondant : 
- Dia bukan siapa-siapa = "Il n'est rien" (mot-à-mot : "Il n'est personne"), à partir de siapa ("qui ?").
- Saya tidak melihat apa-apa = « je n'ai rien vu », à partir de apa ("quoi ?").
- Mereka belum mempunyai apa-apa = "Ils ne possèdent encore rien"
- Kami tidak ke mana-mana = "Nous n'allons nulle part".

Il existe un mot pour l'affirmation : ya, qui signifie « oui ».
Toutefois, lorsqu'il s'agit de répondre affirmativement à une question, on reprendra le mot central de la question :

Exemples :
- Dia belajar? = "Il apprend ses leçons?"
  - Réponse affirmative : Belajar! = "(Oui, ) il apprend ses leçons!"
  - Réponse négative : Tidak = "Non"
- Orang yang bekerja di sawah itu petani? = "Les gens qui travaillent dans cette rizière sont des paysans?"
  - Réponse affirmative : Petani = "(Oui, ce sont) des paysans"
  - Réponse négative : Bukan = "Non" (ils sont autre chose)
- Sudah makan ? « avez-vous (déjà) mangé ? » 
  - Réponse affirmative Sudah « déjà »
  - Réponse négative Belum pas encore
- Mau makan ? « vous voulez manger ? », « vous allez manger ? »
  - Réponse affirmative Mau « je veux bien »
  - Réponse négative Belum « pas encore » ou Sudah « c'est déjà fait. »

### Aspect, mode, temps
Ce qui, dans les langues indo-européennes par exemple, s'exprime par des flexions verbales, s'exprime en malais-indonésien par des auxiliaires.

#### Aspect
L'indonésien exprime l'aspect, c'est-à-dire l'état d'un processus. L'aspect se caractérise par l'opposition de base accompli/inaccompli. Il est marqué par des auxiliaires qui n'ont pas de sens par eux-mêmes :

##### Accompli
Sudah indique que le procès a eu lieu :
- Saya sudah baca buku itu = j'ai déjà lu ce livre".

##### Inaccompli
Belum indique que le procès n'a pas encore eu lieu : 
- Dia belum berangkat = il n'est pas encore parti.

##### Accompli proche
Baru indique que l'action vient d'avoir lieu :
- Ayah baru sampai di rumah = Papa vient d'arriver à la maison

##### Progressifsans perspective finale
Sedang exprime que le procès est en cours :
- Saya sedang makan = je suis en train de manger.

##### Progressif avec perspective finale
Masih indique que le procès est encore en train d'avoir lieu mais aura une fin :
- Adik saya masih tidur = ma petite sœur/mon petit frère dort encore.

##### Semelfactifou non-itératif
Pernah indique qu'une action ou une situation est arrivée au moins une fois mais ne va pas nécessairement se répéter :
- Mereka pernah ke Paris = Il leur est arrivé d'aller à Paris (mais ne vont pas forcément y retourner).

L'aspect est une caractéristique fondamentale du système verbal indonésien. Ne pas le marquer équivaut à ne pas marquer le temps quand on parle par exemple le français ou une langue indo-européenne en général.

#### Mode
- Capacité : bisa

- Possibilité, autorisation : boleh

- Obligation : harus

- Intention, volonté : mau

- Contemplatif : Akan indique que le procès va avoir lieu : Kami akan menilai pekerjaanmu = Nous allons évaluer ton travail.

#### Temps
En principe, le verbe malais-indonésien ne marque pas le temps grammatical, c'est-à-dire qu'il n'indique pas si l'action se déroule dans le présent, le passé ou le futur. Pour le préciser, on utilise des adverbes, par exemple :
- "Nanti", "tout à l'heure" au sens de "plus tard", peut être utilisé pour exprimer le futur.

Il existe toutefois deux auxiliaires utilisés pour exprimer le temps :
- Telah exprime une action passée et accomplie.
- Akan exprime une action qui va se dérouler ou se déroulera.

## Morphologie
Les langues du sous-groupe malayo-polynésien occidental se caractérisent par deux procédés de dérivation qui, à partir d'une base, permet de produire de nouveaux mots :
1. Un système d'affixes,
2. Le redoublement.

En le comparant au système du tagalog des Philippines, on remarquera que le système du malais-indonésien a perdu de nombreuses formes. C'est l'une des raisons pour lesquelles les linguistes considèrent que le tagalog représente un état de l'austronésien plus ancien que le malais-indonésien. Les Austronésiens ont d'abord migré de Taïwan vers les Philippines il y a 2 000 ans, avant de se répandre dans l'archipel indonésien et vers le Pacifique.

### Base
Une base est un mot auquel on peut appliquer des affixes pour former de nouveaux mots.
En malais-indonésien, la base est généralement dissyllabique, c'est-à-dire constitué de deux syllabes. Voici des exemples :
| Indonésien et malais | Français |
| -------------------- | -------- |
| air                  | eau      |
| api                  | feu      |
| besar                | grand    |
| bini                 | femme    |
| hari                 | jour     |
| kecil                | petit    |
| laki                 | mari     |
| langit               | ciel     |
| makan                | manger   |
| minum                | boire    |
| malam                | nuit     |
| tanah                | terre    |

Il semble que la 2e syllabe de la base constitue la racine du mot. On constate en effet des familles sémantiques de mots, par exemple :
- Angkat : "soulever", tingkat : "étage", pangkat : "grade", peringkat : "niveau".
- Kuku : "ongle", paku : "clou", kaku : "raide", beku : "figé", buku : "nœud d'une branche ou d'une tige".
- Darah : "sang", merah : "rouge", marah : "en colère", parah : "grave".
- Sumur : "puits", kumur : "se rincer la bouche", jemur : "faire sécher", jamur : "champignon"
- Lebar : "large", sebar : "répandre", tebar : "s'étendre", kibar : "déployer", bubar : "se disperser".

Sur une base, on peut produire d'autres mots en appliquant une série d'affixes, redoubler la base ou combiner affixation et redoublement.

### Les affixes
Appliqués à une base, les affixes consistent en :
- préfixes, qu'on place devant la base,
- Suffixes, qu'on place après,
- Circonfixes, combinaisons d'un préfixe et d'un suffixe qui encadrent la base,
- Infixes, qu'on place entre la consonne initiale et le reste du mot.

#### Affixes verbaux

##### Préfixeme-
Il se place devant une base qui peut être : 
- Soit un verbe :
  - D'action (équivalent du verbe transitif français) ou
  - D'état (équivalent de l'adjectif),
- Soit un nom.

L'application de ce préfixe s'accompagne d'une nasalisation de la consonne ou de la voyelle initiale de la base, suivant le tableau ci-dessous :
|               |               | Bilabiale    | Labio-dentale | Dentale / alvéolaire | Palatale      | Vélaire       | Glottale |
| ------------- | ------------- | ------------ | ------------- | -------------------- | ------------- | ------------- | -------- |
| Occlusives    | Sourde        | p > m        |               | t > n                |               | k > ng        | - [ʔ]    |
| Occlusives    | Voisée        | b > mb       |               | d > nd               |               | g > ngg       |          |
| Affriquées    | Sourde        |              |               |                      | c > nc        |               |          |
| Affriquées    | Voisée        |              |               |                      | j >j          |               |          |
| Fricatives    | Sourde        |              | f > mf        | s > ny               | sy > nsy      | kh > ngkh     | h > ngh  |
| Fricatives    | Voisée        |              | v > mv        | z > nz               |               |               |          |
| Nasales       | Nasales       | m : inchangé |               | n : inchangé         | ny : inchangé | ng : inchangé |          |
| Latérales     | Latérales     |              |               | l : inchangé         |               |               |          |
| Roulées       | Roulées       |              |               | r : inchangé         |               |               |          |
| Semi-voyelles | Semi-voyelles | w : inchangé |               |                      | y : inchangé  |               |          |

Exemples :
- /p/ : pukul = frapper > memukul, pinggir = bord > meminggir = aller sur le côté
- /b/ : bawa = emporter > membawa, besar = grand > membesar = grandir
- /m/ : makan = manger > memakan, merah = rouge > memerah = rougir
- /f/ : fokus = focus > memfokus = se focaliser sur
- /v/ : vonis = verdict > memvonis = condamner
- /t/ : tunggu= attendre > menunggu, tinggi = haut > meninggi = s'élever, augmenter
- /d/ : dengar = entendre > mendengar, derita = souffrance > menderita = souffrir
- /n/ : nilai = valeur > menilai ("évaluer").
- /c/ : cari = chercher > mencari
- /j/ : jilat = lécher > menjilat
- /ny/ : nyala = prendre feu, s'allumer >menyala
- /s/ : suruh = donner un ordre à > menyuruh
- /k/ : kira = croire, penser, estimer > mengira, kuning = jaune > menguning = jaunir
- /g/ : goda = tenter > menggoda
- /h/ : hirup = inspirer > menghirup, hijau = vert > menghijau = verdir
- Voyelle : ambil = prendre > mengambil.

##### Préfixedi-
Ce préfixe forme un passif "volontaire", c'est-à-dire que l'agent commet volontairement l'action :
- Anaknya dibawa ke rumah sakit = Il a emmené son enfant à l'hôpital (littéralement : son enfant a été emmené à l'hôpital)

##### Préfixeter-
Ter- exprime un passif "involontaire", c'est-à-dire que l'agent n'a pas commis volontairement l'action, ou alors l'action n'a pas d'agent :
- Kunci terbawa pegawainya = son employé a emporté la clé sans s'en rendre compte (littéralement : la clé a été emportée involontairement par son employé)
- Dia tertabrak mobil = il a été renversé par une voiture (le conducteur ne l'a pas fait exprès).

##### Préfixeber-
Il se place en principe devant un substantif, sans modification de la base. Il exprime la possession :
- Baris = rang > berbaris = se mettre en rang,
- Pangkat = grade > berpangkat = "être gradé,
- Modal = capital > bermodal = avoir un capital etc.

Une exception est le mot :
belajar= étudier, apprendre,
formé sur :
ajar = enseigner",
dans lequel le préfixe a la forme bel-.

##### Préfixese-
Appliqué à un verbe d'action, il indique la concomitance :
- Setiba mereka di Paris, mereka menelepon ibu mereka di Jakarta = Dès qu'ils sont arrivés à Paris, ils ont téléphoné à leur mère à Jakarta.

Appliqué à un verbe d'état, il indique un comparatif d'égalité :
- Dia tidak secerdas adiknya = Il n'est pas aussi intelligent que sa petite sœur.

##### Suffixe-kan
Ce suffixe donne des verbes dont le sens est, soit de faire quelque chose pour quelqu'un, soit de faire faire quelque chose à quelqu'un :
- buka = ouvrir > bukakan = ouvrir à l'intention de ou pour quelqu'un
- tidur = dormir > tidurkan = faire dormir, endormir
- terang = clair > terangkan = éclairer, expliquer

On peut dire que -kan est un suffixe télique, c'est-à-dire qu'il indique que l'action a un but.

##### Suffixe-i
Ce suffixe donne des verbes dont le sens général est d'indiquer le lieu où s'effectue l'action :
- terang = clair > terangi = éclairer (un endroit)
- tidur = dormir > tiduri = coucher sur (quelque chose), coucher avec (quelqu'un)

##### Circonfixesme- -kanetdi- -kan
- Sur un verbe transitif : baca = "lire" > membacakan = "lire à quelqu'un"
- Sur un verbe intransitif : jalan = "aller, marcher" > menjalankan = "faire marcher, mettre en route"
- Sur un verbe d'état : biru = "bleu" > membirukan = "bleuir, rendre bleu"
- Sur un substantif : penjara = "prison" > memenjarakan = "mettre en prison"

Le circonfixe di- -kan est la forme "passive" de me- -kan.

##### Circonfixesme- -ietdi- -i
- Sur un verbe transitif : pukul = "frapper" > memukuli = "frapper à répétition"
- Sur un verbe intransitif : tidur = "dormir" > meniduri = "dormir (sur quelque chose)" ou "coucher (avec quelqu'un)"
- Sur un verbe d'état : kuning = "jaune" > menguningi = "mettre du jaune sur quelque chose"
- Sur un substantif : guru = "maître" > menggurui = "donner des leçons (à quelqu'un)"

Le circonfixe di- -i est la forme "passive" de me- -i.

##### Circonfixesmemper- -kanetdiper- -kan
- Sur un verbe transitif : kenal = "connaître" > memperkenalkan = "faire connaître, présenter"
- Sur un verbe intransitif :
- Sur un verbe d'état :

##### Circonfixesmemper- -ietdiper- -i
- Sur un verbe transitif :
- Sur un verbe intransitif :
- Sur un verbe d'état : baru = "nouveau" > memperbarui = "rénover"

##### Circonfixeter- -kan
- Sur un verbe transitif :
- Sur un verbe intransitif :
- Sur un verbe d'état : baru > terbarukan = "renouvelable" (néologisme créé pour les énergies)

##### Circonfixeber- -kan
- Sur un substantif : dasar = "base" > berdasarkan = "sur la base de"

#### Affixes nominaux

##### Préfixepe-
Ce préfixe donne l'agent de l'action exprimée par un verbe d'action (transitif). Il suit les mêmes règles de nasalisation que le préfixe verbal me- :
- Pemukul = "celui qui frappe", pembawa = "celui qui emporte", pemakan = "celui qui mange"
- Penunggu = "celui qui attend, gardien"), pendengar = "celui qui écoute, auditeur", penilai = "évaluateur"
- Penyala = "allumeur"
- Penyuruh = "donneur d'ordre"
- Pencinta = "amoureux" (sur cinta, "amour"), penjilat = "lèche-cul"
- Penguning = "colorant jaune", penggoda = "tentateur"
- Penghijau = "colorant vert")
- Pengambil = "celui qui prend"

etc.

##### Préfixepe-sans nasalisation
Il a un sens différent de l'autre préfixe pe-. Ce préfixe donne non pas un agent, mais quelqu'un qui possède une qualité ou pratique une activité :
- Silat (l'art martial malais-indonésien) donne ainsi pesilat, "pratiquant de silat".
- Suruh ("donner un ordre") donne pesuruh, "celui à qui on donne des ordres".

Ici encore, une exception est le mot pelajar, "étudiant, élève", formé sur ajar, "enseigner", dans lequel le préfixe a la forme pel-.
Le préfixe pe- sans nasalisation correspond donc entre autres au préfixe verbal ber-.
Il présente donc une ambiguïté dans les cas de non-nasalisation de la consonne initiale. Par exemple, pemodal, formé sur modal ("capital"), peut aussi bien signifier "celui qui finance" que "celui qui détient un capital".

##### Préfixepi-
Cette forme archaïque n'est plus attestée que dans quelques mots, et on peut donc la considérer comme non productif :
- Alang = enchère > pialang = courtier
- Hutang = dette > piutang  créance

##### Préfixeke-
Ce préfixe, également archaïque, n'est plus attesté que dans quelques mots, et on peut donc aussi le considérer comme non productif :
- hendak = vouloir > kehendak = volonté.

On trouve aussi ce préfixe dans les formes :
- diketahui = il est su, on le sait, et
- ketahuan = ça s'est su,

obtenues à partir de la base tahu = savoir. On peut supposer qu'il a existé :
- tahu > ketahu

sur lequel se seraient construites les formes ci-dessus, mais ce n'est qu'une hypothèse.

##### Suffixe-an
Ce suffixe exprime différentes choses :
- Après un verbe d'action, il exprime le résultat de l'action, ou ce qui subit l'action :
  - makan = manger > makanan = nourriture
  - baca = lire > bacaan = lecture (chose lue)
  - pukul = frapper > pukulan = coup
- Après un verbe d'état, il peut désigner la qualité de ce verbe, ou quelque chose qui la possède :
  - besar = grand > besaran = ordre de grandeur
  - kuning = jaune > kuningan = cuivre
- Après un substantif, il donne un sens général, figuré ou dérivé :
  - pasar = marché (le lieu) > pasaran = marché (le concept économique)
  - ratus = cent > ratusan = centaine.

##### Circonfixepe- -an
- Sur un verbe transitif : buka = "ouvrir" > pembukaan = "ouverture"
- Sur un verbe intransitif : bangun = "se lever" > pembangunan = "construction"
- Sur un verbe d'état : sempit = "étroit" > penyempitan = "rétrécissement"
- Sur un substantif : darat = "terre, sol" > pendaratan = "atterrissage"

##### Circonfixeper- -an
- Sur un verbe transitif :
- Sur un verbe intransitif : putar = "tourner" > perputaran = "rotation"
- Sur un verbe d'état : luas = "vaste, étendu" > perluasan = "agrandissement, extension"
- Sur un substantif :
  - guru = "maître" > perguruan = "enseignement, école"
  - Cas particulier : gunung = "montagne" > pegunungan = "chaîne de montagnes"

##### Circonfixeke- -an
- Sur un verbe d'état : tinggi = "haut, élevé" > ketinggian = "altitude"
- Sur un substantif :
  - guna = "usage" > kegunaan = "utilité"
  - pulau = "île" > kepulauan = "archipel"

#### Infixes
En malais-indonésien, les infixes ne sont en principe plus productifs, c'est-à-dire qu'on ne les utilise plus comme procédé de production de mots. Ils n'existent plus qu'à l'état figé dans plusieurs mots. En outre, un même infixe peut être aussi bien verbal que nominal.
Voici quelques exemples :
- Infixe ej:
  - golak = remuement, trouble > gejolak = bouleversement, embrasement
- Infixe el:
  - tunjuk = "montrer" > telunjuk = index (doigt)
- Infixe em :
  - tali = "ficelle" > temali
  - turun = "descendre" > temurun.

Certaines de formes sont inusitées seules, mais sont employées en redoublement (voir plus loin).
On citera toutefois une tendance récente de faire revivre l'infixe -in, par exemple :
- - kerja = travail > kinerja = productivité, efficacité

### Le redoublement
Le redoublement d'un mot n'est pas un procédé particulier aux langues austronésiennes. Il existe dans les autres langues, notamment en Asie de l'Est et du Sud-Est.
C'est toutefois un procédé très productif en austronésien, y compris en malais-indonésien. Sa fonction est de généraliser, ou étendre, ou dériver, ou affaiblir le sens initial du mot :
- Makan = manger > makan-makan = manger un petit peu, par ci par là, de temps à autre
- Jalan = aller, marcher > jalan-jalan = aller sans but précis, de ci de là, se promener
- Ibu = mère > ibu-ibu : une dame, une matrone
- Anak = enfant (par opposition à "parents") > anak-anak = enfant (par opposition à "adulte")
- Laki = mari > laki-laki : homme (par opposition "femme")
- Langit = ciel > langit-langit = palais (de la bouche), plafond
- Luka = blessure > luka-luka = être blessé.

Il existe quelques formes de redoublement de la syllabe initiale uniquement :
- laki = mari > lelaki = laki-laki = homme
- runtuh = en ruine > reruntuhan = ruines, tas de pierres

En contexte, le redoublement peut exprimer le collectif ou la pluralité :
- Selamat malam Bapak-Bapak dan Ibu-Ibu = Bonsoir Mesdames et Messieurs
- Anak-anak belum pulang = Les enfants ne sont pas encore rentrés
- Di New York, gedung tinggi-tinggi = A New York, les immeubles sont tous hauts

Le redoublement peut se combiner avec des affixes :
- Orang itu mengada-ada = cette personne fabule (préfixe me- sur ada = exister)
- Dia memakai bahasa yang berbunga-bunga = il utilise un langage fleuri (préfixe ber-sur bunga = fleur),

à comparer à :
- Kebun ini tidak berbunga = ce jardin n'a pas de fleurs
- Sebagai hadiah dia dapat kapal-kapalan (suffixe -an sur kapal, "bateau") = Comme cadeau, il a eu un bateau en jouet
- Direktur kami agak kebapak-bapakan (circonfixe ke- -an sur bapak, "père") = Notre directeur est assez paternel
- Mereka saling hantam-menghantam (préfixe me- sur hantam = frapper, sur la 2e partie) = Ils se sont frappés les uns les autres (réciprocité),

qu'il faut distinguer de :
- Dia terus menghantam-hantam lawannya (préfixe me- sur hantam, "frapper", mais sur la 1re partie) = "Il a frappé sans arrêt et à plusieurs reprises son adversaire" (répétition).

On trouve par ailleurs des formes redoublées avec infixation :
- tali-temali = toutes sortes de ficelles
- turun-temurun = au fur et à mesure en descendant.

Un autre procédé est le redoublement avec modification de la base :
- Balik = revenir > bolak-balik = faire l'aller-retour
- Ramah = aimable, chaleureux > ramah-tamah = amabilité, chaleur
- Sayur = légume > sayur-mayur = toutes sortes de légumes
- Sorak = clamer > bersorak-sorai = pousser des clameurs (avec le préfixe ber-).

Enfin, il y a les formes redoublées figées, dont la forme simple n'existe pas. Il s'agit souvent d'animaux, mais pas toujours :
- Cumi-cumi = calamar
- Gorong-gorong = canalisation
- Kunang-kunang = luciole
- Kupu-kupu = papillon
- Kura-kura = tortue
- Laba-laba = araignée
- Ubur-ubur = méduse
- Ubun-ubun = fontanelle